# Sunday in the Park with George
Sunday in the Park with George és un musical amb música i lletres de Stephen Sondheim i llibret de James Lapine. Va ser inspirat pel quadre del pintor puntillista Georges Seurat Tarda de diumenge a l'illa de la Grande Jatte. La trama gira al voltant de George, una versió fictícia de Seurat, que se submergeix profundament en la pintura de la seva obra mestra, i del seu besnet (també anomenat George), un artista contemporani cínic i conflictiu. La producció de Broadway es va estrenar el 1984.
El musical va guanyar el premi Pulitzer de drama de 1985, dos premis Tony de disseny (i una nominació al millor musical), nombrosos premis Drama Desk, el premi Olivier de 1991 al millor musical i el premi Olivier de 2007 a la producció musical destacada. Ha tingut diverses revivals importants, inclòs la producció britànica del 2005-06 presentada per primera vegada a la Menier Chocolate Factory i el seu posterior traspàs a Broadway el 2008.

## Història
Després del fracàs i les crítiques mordaces rebudes amb Merrily We Roll Along el 1981 (va tancar després de 16 representacions), Sondheim va anunciar la seva intenció de deixar el teatre musical. Lapine el va convèncer perquè tornés al món teatral després que els dos estiguessin inspirats per Tarda de diumenge a l'illa de la Grande Jatte. Van passar diversos dies a l'Institut d'Art de Chicago estudiant la pintura. Lapine va assenyalar que faltava una figura important del llenç: el propi artista. Aquesta observació va proporcionar el trampolí per al Sunday i la producció es va convertir en una meditació sobre l'art, la connexió emocional i la comunitat.
El musical ficciona la vida de Seurat. De fet, cap dels seus fills va sobreviure més enllà de la infància i ell no tenia nets. L'esposa de fet de Seurat era Madeleine Knobloch, que va donar a llum als seus dos fills, un després de la seva mort. A diferència de Dot, Knobloch vivia amb Seurat quan va morir i no va emigrar a Amèrica. Va morir de cirrosi hepàtica a l'edat de 35 anys.

## Produccions

### Producció original de l' Off-Broadway
L'espectacle es va estrenar a l'Off-Broadway al Playwrights Horizons, amb Mandy Patinkin i Bernadette Peters, al juliol de 1983 i va durar 25 representacions. Només es va representar el primer Acte i fins i tot això encara estava en desenvolupament. El primer acte es va concretar i es va començar a treballar en el segon durant aquest temps i es va estrenar l'espectacle complet en dos actes durant les tres darreres representacions. Després de veure l'espectacle a Playwrights, el compositor Leonard Bernstein va escriure al seu amic Sondheim, dient que l'espectacle era "brillant, profundament concebut, astut, magistral i, amb diferència, la teva declaració més personal que he sentit fins ara. Bravo". Kelsey Grammer (Young Man on the Bank and Soldier), Mary Elizabeth Mastrantonio (Celeste # 2) i Christine Baranski (Clarisse, que més tard es va batejar amb el nom de Yvonne) van formar part de la producció de l'Off-Broadway però no van continuar amb el show a Broadway.

### Producció original de Broadway
El musical es va traslladar al Booth Theatre de Broadway el 2 de maig de 1984. El segon acte es va finalitzar i l'espectacle va quedar "congelat" només uns dies abans de l'obertura.
Va dirigir Lapine i el van protagonitzar Patinkin i Peters, amb disseny escènic de Tony Straiges, vestuari de Patricia Zipprodt i Ann Hould -Ward, il·luminació de Richard Nelson i efectes especials de Bran Ferren. En la seva ressenya del New York Times sobre Sunday in the Park with George Frank Rich, va escriure: "El que el senyor Lapine, els seus dissenyadors i l'assistent d'efectes especials Bran Ferren han organitzat és simplement preciós". Va ser el primer espectacle de Broadway a utilitzar mapes de projecció (sobre la superfície esfèrica que coronava l'escultura Chromolume # 7) i làsers d'alta potència que van trencar la quarta paret, viatjant per tot el públic.
Sunday es va estrenar a Broadway amb respostes crítiques mixtes. El crític de teatre del New York Times, Frank Rich, va escriure: "Sé ... que el senyor Sondheim i el senyor Lapine han creat una obra audaç, inquietant i, a la seva manera intensa i personal, commovedora. Fins i tot quan falla, ja que falla alguna vegada: Sunday in the Park està preparant l'escenari per a innovacions teatrals encara més sostingudes encara per venir". El musical gaudia d'una taquilla sana, tot i que finalment l'espectacle perdria diners; es va tancar el 13 d'octubre de 1985, després de 604 representacions i 35 estrenes.
Tot i que va ser considerat un èxit artístic brillant per a Sondheim i va ser nominat a deu premis Tony, el programa només va guanyar dos, tots dos per disseny (el major guanyador de la nit va ser La Cage aux Folles de Jerry Herman. En el seu discurs d'acceptació Herman va assenyalar que la 'melodia simple i amable' seguia viva a Broadway, una observació alguns van percebre com una crítica de la puntuació puntillista de Sondheim. Herman va negar que aquesta fos la seva intenció.) Sunday van guanyar el Premi New York Drama Critics Circle per Musical Excel·lent i Sondheim i Lapine van ser guardonats amb el premi Pulitzer per al drama. Sunday és un dels deu musicals que ha guanyat un Pulitzer.
El 15 de maig de 1994, el repartiment original de Sunday in the Park with George va tornar a Broadway per a un concert del desè aniversari, que també va ser un benefici per a "Friends in Deed".

### Producció original de Londres
La primera producció de Londres es va estrenar al Royal National Theatre el 15 de març de 1990 i es va presentar a 117 representacions, amb Philip Quast com a George i Maria Friedman com a Dot. La producció va ser nominada als sis premis Laurence Olivier, superant Into the Woods, una altra col·laboració entre Lapine i Sondheim, per guanyar el de millor musical nou (1991). Quast va guanyar el premi al millor Actor en un musical.

### Revival de Londres del 2005
El primer revival del show es va presentar a la Menier Chocolate Factory de Londres, que va estrenar el 14 de novembre del 2005 i es va tancar el 17 de març del 2006. La partitura va ser reorquestrada per Jason Carr i va ser protagonitzada per Daniel Evans i Anna-Jane Casey, amb la direcció de Sam Buntrock. La producció es va traslladar al Wyndham's Theatre del West End de Londres, estrenant-se el 23 de maig de 2006 i tancant el 2 de setembre de 2006. Jenna Russell va substituir la no disponible Casey. El Revival va rebre sis nominacions als premis Olivier i va guanyar cinc en total, inclosa la producció musical destacada, el millor Actor en un musical i la millor Actriu en un musical.

### Revival de Broadway del 2008
Daniel Evans i Jenna Russell (que havien protagonitzat la producció londinenca del 2005-6) van reprendre els seus papers amb la direcció de Sam Buntrock. El repartiment incloïa Michael Cumpsty (Jules/Bob), Jessica Molaskey (Yvonne/Naomi), Ed Dixon (Mr./Charles Redmond), Mary Beth Peil (Senyora gran/Blair), Alexander Gemignani (Barquer/Dennis), i David Turner (Franz/Lee Randolph).
Els crítics van elogiar el guió i la partitura, així com el disseny innovador i tot el repartiment. Ben Brantley va escriure al The New York Times: "El gran regal d'aquesta producció, presentada per primera vegada a Londres fa dos anys, és la seva insistència silenciosa en què mirar és l'art amb el qual totes les persones conformen la seva vida. ... una nova humanitat i claredat que fa que els espectadors ho vegin amb ulls verges. I mentre Sundaycontinua essent una peça desordenada, que combina un primer Acte gairebé perfecte i autònom amb una segona meitat més grossa i menys segura, aquesta producció va més enllà de qualsevol jo ". He vist justificar l'existència del segon Acte". Tal com es descriu al The New York Times, "A la producció íntima de [Buntrock], els actors en directe parlen amb projeccions, els paisatges es fan foscos a mesura que el dia es converteix en nit i l'animació es combina perfectament amb el fons ... En aquesta nova versió, gràcies a l'animació en 3D, la pintura la joia de la corona de l'Institut d'Art de Chicago, lentament es reuneix a l'escenari. Sorgeix un esbós, després s'afegeix color i la resta es va enfocant gradualment, peça per peça ".
La producció de Broadway va rebre cinc nominacions als premis Outer Critics Circle, tres nominacions al premis Drama League i set nominacions als premis Drama Desk, inclòs el revival excepcional d'un musical, actor i una actriu destacats en un musical i un director destacat d'un musical. Russell i Evans també van rebre nominacions al premi Tony per les seves actuacions. A la cerimònia dels premis Tony, Russell i Evans van interpretar la cançó "Move On".

### Revival de Broadway del 2017
Es va presentar un revival de tirada limitada a Broadway al Hudson Theatre, amb Jake Gyllenhaal com a George i Annaleigh Ashford com a Dot / Marie. Les prèvies van començar l'11 de febrer de 2017 i la producció es va estrenar el 23 de febrer amb ressenyes brillants. La producció es va basar en la versió del concert d'octubre de 2016 de New York City Center, que també va protagonitzar Gyllenhaal i Ashford. Hi participaven Brooks Ashmanskas (Mr./Charles), Phillip Boykin (Barquer/Lee), Claybourne Elder (Soldier/Alex), Liz McCartney (Mrs./Harriet), Ruthie Ann Miles (Frieda/Betty), David Turner (Franz/Dennis), Jordan Gelber (Louis/Billy), Erin Davie (Yvonne/Naomi), Penny Fuller (Senyora gran/Blair), and Robert Sean Leonard (Jules/Bob). L'equip de producció incloïa Sarna Lapine (directora), Ann Yee (posada en escena musical), Beowulf Boritt (disseny escènic), Clint Ramos (disseny de vestuari) i Ken Billington (disseny d'il·luminació). Els productors van retirar la producció de la consideració del premi Tony per a la temporada 2016-17 a causa de la seva tirada limitada.
Està previst que la producció es transfereixi al West End al teatre Savoy el 2021, després d'un retard provocat per la pandèmia COVID-19, protagonitzada també per Gyllenhaal i Ashford i dirigida per Lapine.

### Altres produccions
Com a part de la celebració del Kennedy Center a Sondheim, el musical es va presentar al teatre Eisenhower del 31 de maig del 2002 al 28 de juny del 2002. Dirigit per Eric D. Schaeffer, el repartiment va comptar amb Raúl Esparza i Melissa Errico.
Aquesta obra té una importància especial per a Chicago, ja que l'obra mestra de Seurat, el teló de fons de l'obra, penja a l'Institut d'Art de Chicago. El Chicago Shakespeare Theatre va presentar el musical el 2002, dirigit per Gary Griffin al més íntim Upstairs Theatre, de 200 seients. Al setembre de 2012, Griffin va tornar a dirigir l'obra al pati més gran del pati del teatre. Els papers principals van ser interpretats per Jason Danieley com a George, Carmen Cusack com a Dot i Linda Stephens com a Senyora gran.
El Ravinia Festival a Highland Park, Illinois, va presentar una producció semi-escenificada per a tres funcions del 3 al 4 de setembre de 2004, amb Michael Cerveris, Audra McDonald, Patti LuPone i direcció de Lonny Price. New Line Theatre de St. Louis va produir l'espectacle el 2004.
L'equip responsable del Revival de Londres va muntar una producció a l'abril de 2009 al Seattle 5th Avenue Theatre, amb Hugh Panaro, Billie Wildrick, Patti Cohenour, Anne Allgood, Allen Fitzpatrick i Carol Swarbrick.
Del 15 al 25 d'abril de 2013, el musical es va representar en llengua anglesa al Théâtre du Châtelet de París, dirigit per Lee Blakeley amb l'Orchestre Philharmonique de Radio France dirigit per David Charles Abell. George va ser interpretat per Julian Ovenden. Per a aquesta ocasió, Michael Starobin va reelaborar els seus arranjaments musicals, que originalment s'adaptaven a una orquestra de cambra d'11 peces, perquè coincidís amb una orquestra completa. La producció es va gravar per a ràdio i TV i s'ha transmès amb freqüència a la francesa Mezzo HDcanal que normalment només retransmet produccions pròpies de música clàssica, òpera i jazz que es presentaven per primera vegada en directe al seu canal germà Mezzo Live HD.
L'espectacle es va representar en una versió de concert de quatre funcions com a part de la gala de 2016 del New York City Center del 24 al 26 d'octubre de 2016. Jake Gyllenhaal va interpretar a George al costat d'Annaleigh Ashford com a Dot/Marie.

## Sinopsi

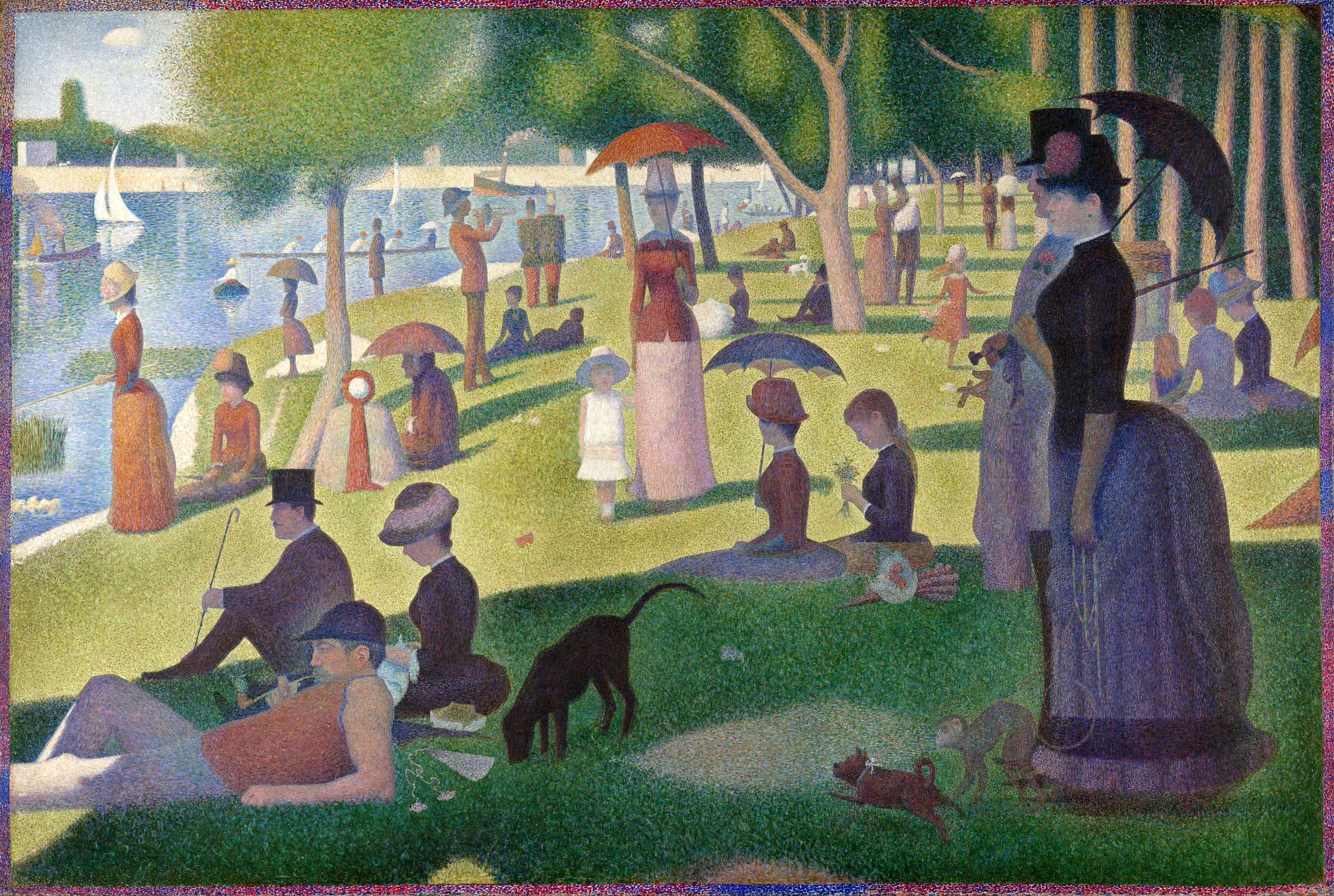
Tarda de diumenge a l'illa de la Grande Jatte

### Acte I
El 1884, Georges Seurat, conegut com a George en el musical, està dibuixant estudis per a la seva pintura Tarda de diumenge a l'illa de la Grande Jatte. Anuncia al públic: "Blanc, una pàgina en blanc o una tela. El repte: posar ordre al conjunt, a través del disseny, la composició, la tensió, l'equilibri, la llum i l'harmonia". Evoca l'escenari de la pintura, un petit parc suburbà d'una illa i conserva un cert control del seu entorn mentre els dibuixa. La seva amant de sempre, Dot, li fa de model, tot i la seva frustració per haver de llevar-se d'hora un diumenge ("Sunday in the Park with George"). Comencen a arribar més habituals del parc: una barallona vella i la seva infermera discuteixen sobre com canvia París per allotjar una torre per a l'Exposició Internacional, però la Infermera està més interessada en un cotxer alemany, Franz. La tranquil·litat del parc és interrompuda per un grup de grollers banyistes. George els congela amb un gest, convertint-los en els temes del seu primer quadre, Bathers at Asnières. La configuració canvia bruscament a una galeria on es mostra el quadre. Jules (un artista més reeixit amic de George) i la seva dona Yvonne pensen que l'obra de George no té vida ("No Life"). De tornada a l'illa, Jules i Yvonne mantenen una breu discussió amb George i marxen. Agafen el seu cotxer Franz, interrompent la seva cita amb la infermera. Dot, que s'ha cansat d'aturar-se a la llum del sol del matí, deixa el parc mollificat després que George prometi portar-la als Follies. George s'apropa a la vella dama, revelada com la seva mare, i demana dibuixar-la, però ella es nega sense embuts.
Al seu estudi, George treballa la seva pintura obsessivament mentre Dot es prepara per a la cita i fantasia amb ser una noia Follies ("Color and Light"). Quan George deixa de pintar breument per netejar els pinzells, ell i Dot reflexionen sobre la fascinació que tenen els uns dels altres. Dot està llesta per marxar, però George opta per continuar pintant, molestant-la molt.
Al parc un diumenge un temps després, George esbossa un barquer descontent davant la desaprovació d'un Jules observador. Dot entra de braç de Louis, un forner. Dues botiguetes xerradores, ambdues anomenades Celeste, veuen Dot amb un home nou ("Gossip"). Quan la filla de Jules i Yvonne, Louise, intenta acaronar el gos del barquer, ell li crida, després es llança contra George i s'enfosa. George i Dot mantenen una conversa tensa mentre treballa el llibre de gramàtica que utilitza per ensenyar-se a llegir i escriure. Mentre Jules i Yvonne es burlen de la naturalesa no convencional de l'art de George, parlen d'una iniciativa per incloure la seva obra a la propera mostra col·lectiva, que tots dos protesten. George esbossa dos gossos mentre intenta capritxosament imaginar el món des de la seva perspectiva, descrivint el seu alleujament per estar lliures de les seves rutines el diumenge ("The Dog Song"). A mesura que passa el dia, George esbossa tranquil·lament els habitants del parc ("The Day Off"): les dus Celestes intenten cridar l'atenció d'un parell de soldats, lluitant per aconseguir el més maco dels dos; la Infermera s'amaga de la Vella Dama i intenta cridar l'atenció de Franz; Franz i la seva dona Frieda discuteixen amb Louise i entre ells; hi passen una parella de rics turistes nord-americans que odien tot allò de París, excepte els productes de pastisseria, i tenen previst tornar a casa amb un forner al remolc; Jules torna a conferenciar a George sobre les seves mancances com a artista, rebent com a resposta una invitació a veure la seva nova pintura; el Barquer reapareix per retreure l'actitud condescendent dels artistes. Dot veu a George, però ell s'escapa abans que ella pugui parlar amb ell, i en represàlia, descriu la seva satisfactòria nova vida amb Louis. Clarament enyora i estima George, però Louis l'estima, la respecta i la necessita d'una manera que George no pot, i ha fet la seva tria ("Everybody Loves Louis").
Quan el parc es buida de nit, George torna. Troba a faltar Dot i lamenta que el seu art l'hagi allunyat dels que són importants per a ell, però es resigna a la probabilitat que la realització creativa sempre tingui prioritat sobre la felicitat personal ("Finishing the Hat").
El temp ha passat i una Dot molt embarassada visita l'estudi de George. Ella demana un quadre que George va fer d'ella, però ell es nega. Jules i Yvonne van a l'estudi per veure la pintura de George gairebé acabada. Mentre Jules va amb George a veure el quadre, Yvonne i Dot mantenen una conversa desconfiada. S'adonen que tots dos s'han sentit descuidats per un artista, la seva aversió mútua s'esvaeix i comenten les dificultats d'intentar mantenir una relació romàntica amb un artista. Mentrestant, Jules està desconcertat per la nova tècnica de George i està preocupat pel fet que la seva obsessió per la seva obra l'estigui allunyant dels seus col·legues artistes i col·leccionistes. Es nega a donar suport a l'obra. Jules i Yvonne se'n van, i George, després d'haver oblidat Dot, era aquí, torna a treballar. Dot revela el veritable motiu de la seva visita: malgrat l'evident fet que George va engendrar el seu fill, ella i Louis es casen i marxen a Amèrica. George es retira enfadat darrere del seu llenç i ella li prega que reaccioni d'alguna manera a les seves notícies. Discuteixen amargament sobre la seva fallida relació i Dot conclou tristament que, tot i que George pot ser capaç de complir-se a si mateix, ella no ho és i han de separar-se ("We Do Not Belong Together").
Al parc, la vella dama finalment accepta posar per a George, perdent-se en bons records de la seva infància que George disputa repetidament. Es lamenta del canvi d'horitzó de París i ell l'anima a veure la bellesa del món tal com és, en lloc de com ha estat ("Beautiful"). Els turistes americans arriben amb Louis i Dot, que té la seva filla acabada de néixer, Marie. George es nega a reconèixer-la o al seu fill, capaç d'oferir només una feble disculpa, ja que Dot se'n va trista.
El parc es fa sorollós: les Celestes i el Soldat discuteixen sobre les seves respectives ruptures mentre Jules i Frieda s'escapen per fer una prova. Louise informa a Yvonne de la infidelitat del seu pare i esclata una baralla entre Jules, Yvonne, Franz i Frieda. Les Celestes i el Soldat es barallen sorollosament i aviat tots els assistents al parc lluiten fins que la Vella Dama crida: "Recordeu, George!", I els atura a tots amb un gest. George pren el control dels temes de la seva pintura, que canten en harmonia, transformant-los en el quadre final de la seva pintura acabada ("Sunday").

### Acte II
Quan s'obre el teló els personatges, encara al quadre, es queixen de quedar-se atrapats a la pintura ("It's Hot Up Here"). Els personatges lliuren breus elogis a George, que va morir sobtadament als 31 anys. L'escenari es transforma en un llenç blanc i blanc.
L'acció avança des d'un segle fins al 1984. El besnet de George i Dot, també artista anomenat George, es troba en un museu per donar a conèixer el seu darrer treball, una reflexió sobre la pintura de Seurat en forma d'una màquina lleugera anomenada "Chromolume # 7". " George presenta l'obra, fonamentant la seva connexió amb el quadre, convidant la seva àvia, Marie, de 98 anys, a ajudar-lo a presentar l'obra. Marie comparteix la seva història familiar, descrivint com la seva mare, Dot, la va informar al llit de mort que era la filla de Seurat. George és escèptic amb aquesta mica de tradició familiar, però Marie insisteix que les notes del llibre de gramàtica de Dot, que mencionen George, són una prova. Després d'un breu fracàs tècnic, es presenta el Chromolume.
A la recepció, diversos patrons i comissaris feliciten George pel seu treball mentre George flirteja entre ells, comentant les dificultats de produir art modern ("Putting It Together"). Com el seu besavi, conjura el seu entorn, permetent-se mantenir diverses converses alhora. L'única veu que troba que no pot ignorar és la d'un crític d'art que l'aconsella que es repeteix i malgasta els seus dons. Després que els patrons del museu marxin a sopar, Marie parla de la imatge de la seva mare a la pintura, preocupant-se per George. Quan arriba per portar-la a casa, ella li parla de la seva mare, intentant transmetre un missatge sobre el llegat que deixem enrere ("Children and Art"). Es queda adormida i George, sol amb la pintura, s'adona que li falta connexió.
Setmanes després, Marie ha mort i George ha estat convidat pel govern francès a fer una presentació del Chromolume a l'illa que representa la pintura. Allà George revela al seu amic Dennis que ha rebutjat la seva següent comissió. Sentint-se a la deriva i insegur, George llegeix d'un llibre que va heretar de la seva àvia -el mateix amb el qual Dot aprenia a llegir- i reflexiona sobre les similituds entre ell i el seu besavi ("Lesson #8"). Apareix una visió de Dot i saluda George, a qui s'adreça com si fos el George que coneixia. Ell li confia els seus dubtes i ella li diu que deixi de preocupar-se per si les seves decisions són correctes i que simplement les faci ("Move On"). George troba algunes paraules escrites al darrere del llibre: les paraules que George sovint murmurava mentre treballava. Mentre George els llegeix en veu alta, els personatges del quadre omplen l'escenari i recreen el seu quadre ("Sunday"). Quan surten i l'escenari s'assembla a un llenç en blanc, George llegeix: "Blanc: una pàgina o llenç en blanc. El seu favorit: tantes possibilitats".

## Números musicals
| Acte I - "Sunday in the Park with George" – George, Dot - "No Life" – Jules, Yvonne - "Color and Light" – Dot, George - "Gossip" – Celeste #1, Celeste #2, Barquer, Infermera, Dama vella, Jules, Yvonne - "The Day Off" – George, Companyia - "Everybody Loves Louis" – Dot - "The One on the Left" – Soldier, Celeste #1, Celeste #2, George - "Finishing the Hat" – George - "The Day Off" (Reprise) - Companyia† - "We Do Not Belong Together" – Dot, George - "Beautiful" – Dama vella, George - "Sunday" – Companyia | Acte II - "It's Hot Up Here" – Companyia - "Chromolume #7" – Orquestra - "Putting It Together" (incluent el reprise de "Gossip") – Companyia - "Children and Art" – Marie - "Lesson #8" – George - "Move On" – George, Dot - "Sunday" (Reprise) – George, Dot, Companyia |

† No inclosa a la gravació del repartiment

## Personatges
| Personatge                   | Veu                    | Descripció                                               |
| Acte I                       | Acte I                 | Acte I                                                   |
| ---------------------------- | ---------------------- | -------------------------------------------------------- |
| Georges Seurat               | Tenor A♭2 – A♭4        | un artista                                               |
| Dot                          | Mezzo-Soprano E3 – D5  | Amant i model de Georges                                 |
| Jules                        | Baríton G2 – F4        | un altre artista més consolidat i respectat              |
| Yvonne                       | Mezzo-Soprano E3 – E♭5 | Dona de Jules                                            |
| Senyora gran                 | Mezzo-Soprano F♯3-E♭5  | La mare d'en Georges                                     |
| Infermera                    | Mezzo-Soprano G3 – A5  | la infermera de la Senyora gran                          |
| Celeste #1                   | Soprano B3 – G5        | una dependenta                                           |
| Celeste #2                   | Soprano A3 – G5        | una altra dependenta                                     |
| Soldat                       | Baríton A2 – F4        | un soldat que sempre es veu amb el seu company           |
| Barquer                      | Bass-Baríton E♭2 – E♭4 | un "obrer groller" que critica el treball de George      |
| Franz                        | Baríton B2 – G4        | cotxer de Jules i Yvonne                                 |
| Frieda                       | Soprano G3 – F5        | cuinera de Jules i Yvonne i esposa de Franz              |
| Louise                       | Soprano G3 – E♭5       | la filla petita de Jules i Yvonne                        |
| Mr.                          | Baríton B2 – G4        | una parella nord-americana                               |
| Mrs.                         | Mezzo-Soprano G3 – F5  | una parella nord-americana                               |
| Louis                        | Baríton B2 – A4        | un forner i el promès posterior de Dot                   |
| George                       | Tenor A♭2 – A♭4        | un artista que busca un nou projecte                     |
| Dot                          | Mezzo-Soprano E3 – D5  | Amant i model de Georges, apareixent com una visió       |
| Marie                        | Mezzo-Soprano E3 – D5  | L'àvia de 98 anys de George, la filla de Seurat i Dot    |
| Bob Greenberg (Jules)        | Baríton G2 – F4        | el director del museu                                    |
| Dennis (Franz)               | Baríton B2 – G4        | un tècnic de George                                      |
| Naomi Eisen (Yvonne)         | Mezzo-Soprano E3 – E♭5 | una compositora per a George                             |
| Elaine (Celeste #2)          | Soprano A3 – G5        | Antiga dona de George i cuidadora de Marie               |
| Harriett Pawling (Infermera) | Mezzo-Soprano G3 – A5  | un membre de la junta del museu                          |
| Billy Webster (Louis)        | Baríton B2 – A4        | el seu "amic"                                            |
| Charles Redmond (Barquer)    | Bass-Baríton E♭2 – E♭4 | un comissari visitant de Texas                           |
| Alex (Soldier)               | Baríton A2 – F4        | un artista gelós de George                               |
| Betty (Frieda)               | Soprano G3 – F5        | un altre artista que estima l'obra de George             |
| Lee Randolph (Mr.)           | Baríton B2 – G4        | publicista del museu                                     |
| Blair Daniels (Senyora gran) | Mezzo-Soprano F♯3-E♭5  | una crítica d'art que sovint estudia l'obra de Seurat    |
| Louise                       | Soprano G3 – E♭5       | la filla petita de Jules i Yvonne, apareix com una visió |

Els convidats del museu de l'Acte II són interpretats pels mateixos actors que apareixen com al parc a l'Acte I. Celeste # 1 apareix com a cambrera i els dos membres del conjunt adult apareixen com a fotògraf i un altre visitant del museu. Louise només apareix de nou a l'illa al final. Tradicionalment Dot i Marie i Georges Seurat i George són interpretats pels mateixos Actors.

## Repartiments originals de les principals produccions
| Personatges                | Broadway (1984–1985)                    | West End (1990)                            | Primer revival del West End (2005–06)           | Primer Revival de Broadway (2008)    | Concert al New York City Center (2016)     | Segon Revival de Broadway (2017)           |
| -------------------------- | --------------------------------------- | ------------------------------------------ | ----------------------------------------------- | ------------------------------------ | ------------------------------------------ | ------------------------------------------ |
| Georges Seurat/George      | Mandy Patinkin                          | Philip Quast                               | Daniel Evans                                    | Daniel Evans                         | Jake Gyllenhaal                            | Jake Gyllenhaal                            |
| Dot/Marie                  | Bernadette Peters                       | Maria Friedman                             | Jenna Russell                                   | Jenna Russell                        | Annaleigh Ashford                          | Annaleigh Ashford                          |
| Senyora gran/Blair Daniels | Barbara Bryne                           | Sheila Ballantine                          | Gay Soper                                       | Mary Beth Peil                       | Phylicia Rashad                            | Penny Fuller                               |
| Infermera/Harriet Pawling  | Judith Moore                            | Nuala Willis                               | Joanne Redman                                   | Anne L. Nathan                       | Lisa Howard                                | Jennifer Sanchez                           |
| Jules/Bob Greenberg        | Charles Kimbrough                       | Gary Raymond                               | Simon Green                                     | Michael Cumpsty                      | Zachary Levi                               | Robert Sean Leonard                        |
| Yvonne/Naomi Eisen         | Dana Ivey                               | Nyree Dawn Porter                          | Liza Sadovy                                     | Jessica Molaskey                     | Carmen Cusack                              | Erin Davie                                 |
| Soldier/Alex               | Robert Westenberg                       | Nicolas Colicos                            | Christopher Colley                              | Santino Fontana                      | Claybourne Elder                           | Claybourne Elder                           |
| Celeste #1                 | Melanie Vaughan Acte II: A Waitress     | Megan Kelly Acte II: Chromolume Performer  | Sarah French Ellis Acte II: Elaine              | Brynn O'Malley Acte II: Elaine       | Solea Pfeiffer Acte II: A Waitress         | Ashley Park Acte II: A Waitress            |
| Celeste #2                 | Mary D'Arcy Acte II: Elaine             | Clare Burt Acte II: Betty                  | Kaisa Hammarlund Acte II: Silent Artist         | Jessica Grové Acte II: Silent Artist | Lauren Worsham Acte II: Elaine             | Jenni Barber Acte II: Elaine               |
| Franz                      | Brent Spiner Acte II: Dennis            | Michael O'Connor Acte II: Dennis           | Steven Kynman Acte II: Lee Randolph             | David Turner Acte II: Lee Randolph   | Gabriel Ebert Acte II: Dennis              | David Turner Acte II: Dennis               |
| Mr.                        | Frank Kopyc Acte II: Lee Randolph       | Matt Zimmerman Acte II: Charles Redmond    | Mark McKerracher Acte II: Charles Redmond       | Ed Dixon Acte II: Charles Redmond    | Brooks Ashmanskas Acte II: Charles Redmond | Brooks Ashmanskas Acte II: Charles Redmond |
| Mrs.                       | Judith Moore                            | Vivienne Martin Acte II: Billy Webster     | Joanne Redman                                   | Anne L. Nathan                       | Liz McCartney                              | Liz McCartney                              |
| Freida                     | Nancy Opel Acte II: Betty               | Di Botcher Acte II: Elaine                 | Anna Lowe Acte II: Betty                        | Stacie Morgain Lewis Acte II: Betty  | Ruthie Ann Miles Acte II: Betty            | Ruthie Ann Miles Acte II: Betty            |
| Barquer                    | William Parry Acte II: Charles Redmond  | Michael Atwell Acte II: Lee Randolph       | Alasdair Harvey Acte II: Dennis                 | Alexander Gemignani Acte II: Dennis  | Phillip Boykin Acte II: Lee Randolph       | Phillip Boykin Acte II: Lee Randolph       |
| Louise                     | Danielle Ferland                        | Ann Gosling                                | Lauren Calpin / Georgina Hendry / Natalie Paris | Kelsey Fowler/Alison Horowitz        | Gabriella Pizzolo                          | Mattea Conforti                            |
| Louis                      | Cris Groenendaal Acte II: Billy Webster | Aneriin Huws Acte II: Chromolume performer | Ian McLarnon Acte II: Billy Webster             | Drew McVety                          | Jordan Gelber Acte II: Billy Webster       | Jordan Gelber Acte II: Billy Webster       |

## Televisió i vídeo
Sunday in the Park with George es va gravar del 21 al 25 d'octubre de 1985 al Booth Theatre amb la majoria del repartiment original de Broadway. Va ser emès a la televisió nord-americana el 18 de febrer de 1986, a Showtime i el 16 de juny de 1986, a la American Playhouse de la PBS. (A Bernadette Peters, que estava actuant a Song and Dance en el moment de la gravació, se li va donar un temps lliure per gravar aquesta producció.) Warner Home Video va publicar l'enregistrament a VHS l'1 d'abril de 1992; Image Entertainment va llançar el DVD i laserdisc el 23 de març de 1999. El DVD inclou comentaris complets de Sondheim, Lapine, Patinkin i Peters.
A Radio France es va emetre un registre d'àudio de la producció de París del 2013 al Théâtre du Châtelet, un registre de vídeo al canal de televisió Mezzo TV.
Alguns episodis de la sèrie Desperate Housewives prenen el seu nom de cançons o lletres del musical. Es tracta dels episodis 1.11 - "Move On," 1.21 - "Sunday in the Park with George," 2.7 - "Color i Light," 3.20 - "Gossip", 4.5 - "Art Isn't Easy," 4.11 - "A Vision's Just a Vision," 5.10 - "Sunday," 5.14 - "Chromolume No. 7," 8.5 - "The Art of Making Art," 8.9 - "Putting it Together," i 8.23 - "Finishing the Hat".

## Enregistraments de repartiment
RCA va publicar l'enregistrament original del repartiment de Broadway de 1984, amb una versió remasteritzada publicada el març del 2007 (ASIN: B0009A40KW). Produïda per Thomas Z. Shepard, la gravació va guanyar el 1984 el premi Grammy al millor àlbum de teatre musical.
L'enregistrament del repertori del renaixement de Londres del 2005 va ser publicat per PS Classics (2 discos) el 30 de maig del 2006 (ASIN: B000EZ9048), l'enregistrament més complet de la partitura fins ara. Conté una pista addicional: la versió original i completa de "The One on the Left" (de la qual només sobreviu una fracció a l'espectacle final) interpretada per Colley, Ellis i Hammarlund.
Warner Music Group va publicar l'enregistrament del repertori de Broadway del 2017.

## Premis i nominacions

### Producció original de Broadway
| Any  | Cerimònia                                | Categoria                                      | Nominat                            | Resultat  |
| ---- | ---------------------------------------- | ---------------------------------------------- | ---------------------------------- | --------- |
| 1984 | Premi Drama Desk                         | Musical més destacat                           | Musical més destacat               | Guanyador |
| 1984 | Premi Drama Desk                         | Llibret de musical més destacat                | James Lapine                       | Guanyador |
| 1984 | Premi Drama Desk                         | Actor més destacat a un musical                | Mandy Patinkin                     | Nominat   |
| 1984 | Premi Drama Desk                         | Actriu més destacada a un musical              | Bernadette Peters                  | Nominat   |
| 1984 | Premi Drama Desk                         | Actor de repartiment més destacat a un musical | Charles Kimbrough                  | Nominat   |
| 1984 | Premi Drama Desk                         | Director de musical més destacat               | James Lapine                       | Guanyador |
| 1984 | Premi Drama Desk                         | Orquestracions més destacades                  | Michael Starobin                   | Guanyador |
| 1984 | Premi Drama Desk                         | Lletres més destacades                         | Stephen Sondheim                   | Guanyador |
| 1984 | Premi Drama Desk                         | Música més destacada                           | Stephen Sondheim                   | Nominat   |
| 1984 | Premi Drama Desk                         | Disseny de vestuari més destacat               | Patricia Zipprodt i Ann Hould-Ward | Nominat   |
| 1984 | Premi Drama Desk                         | Disseny d'il·luminació més destacat            | Richard Nelson                     | Guanyador |
| 1984 | Premi Drama Desk                         | Disseny d'escenografia més destacat            | Tony Straiges                      | Guanyador |
| 1984 | Premi Drama Desk                         | Efectes especials més destacats                | Bran Ferren                        | Guanyador |
| 1984 | Premis Tony                              | Millor musical                                 | Millor musical                     | Nominat   |
| 1984 | Premis Tony                              | Millor banda sonora                            | Stephen Sondheim                   | Nominat   |
| 1984 | Premis Tony                              | Millor llibret                                 | James Lapine                       | Nominat   |
| 1984 | Premis Tony                              | Millor actor protagonista de musical           | Mandy Patinkin                     | Nominat   |
| 1984 | Premis Tony                              | Millor actriu protagonista de musical          | Bernadette Peters                  | Nominat   |
| 1984 | Premis Tony                              | Millor actriu de repartiment de musical        | Dana Ivey                          | Nominat   |
| 1984 | Premis Tony                              | Millor vestuari                                | Patricia Zipprodt i Ann Hould-Ward | Nominat   |
| 1984 | Premis Tony                              | Millor direcció de musical                     | James Lapine                       | Nominat   |
| 1984 | Premis Tony                              | Millor escenografia                            | Tony Straiges                      | Guanyador |
| 1984 | Premis Tony                              | Millor il·luminació                            | Richard Nelson                     | Guanyador |
| 1984 | Premi del New York Drama Critics' Circle | Millor musical                                 | Millor musical                     | Guanyador |
| 1985 | Premi Pulitzer                           | Premi Pulitzer de teatre                       | Stephen Sondheim i James Lapine    | Guanyador |
| 1985 | Premis Grammy                            | Millor àlbum de teatre musical                 | Millor àlbum de teatre musical     | Guanyador |

### Producció original de Londres
| Any  | Cerimònia              | Categoria                | Nominat        | Resultat  |
| ---- | ---------------------- | ------------------------ | -------------- | --------- |
| 1991 | Premi Laurence Olivier | Millor Musical           | Millor Musical | Guanyador |
| 1991 | Premi Laurence Olivier | Millor Actor de Musical  | Philip Quast   | Guanyador |
| 1991 | Premi Laurence Olivier | Director d'un Musical    | Steven Pimlott | Nominat   |
| 1991 | Premi Laurence Olivier | Millor Actriu de Musical | Maria Friedman | Nominat   |
| 1991 | Premi Laurence Olivier | Millor Vestuari          | Tom Cairns     | Nominat   |
| 1991 | Premi Laurence Olivier | Millor Escenografia      | Tom Cairns     | Nominat   |

### Revival de Londres 2005
| Any  | Cerimònia                     | Categoria                       | Nominat                          | Resultat  |
| ---- | ----------------------------- | ------------------------------- | -------------------------------- | --------- |
| 2005 | Premi Critics' Circle Theatre | Millor disseny                  | Timothy Bird i David Farley      | Guanyador |
| 2007 | Premi Laurence Olivier        | Producció musical més destacada | Producció musical més destacada  | Guanyador |
| 2007 | Premi Laurence Olivier        | Millor Actor de Musical         | Daniel Evans                     | Guanyador |
| 2007 | Premi Laurence Olivier        | Millor Actriu de Musical        | Jenna Russell                    | Guanyador |
| 2007 | Premi Laurence Olivier        | Millor Escenografia             | Timothy Bird i David Farley      | Guanyador |
| 2007 | Premi Laurence Olivier        | Millor Il·luminació             | Natasha Chivers i Mike Robertson | Guanyador |
| 2007 | Premi Laurence Olivier        | Millor Director                 | Sam Buntrock                     | Nominat   |

### Revival de Broadway 2008
| Any  | Cerimònia                  | Categoria                             | Nominat                                      | Resultat  |
| ---- | -------------------------- | ------------------------------------- | -------------------------------------------- | --------- |
| 2008 | Premi Drama League         | Revival de musical distingit          | Revival de musical distingit                 | Nominat   |
| 2008 | Premi Drama League         | Actuació distingida                   | Daniel Evans                                 | Nominat   |
| 2008 | Premi Drama League         | Actuació distingida                   | Jenna Russell                                | Nominat   |
| 2008 | Premi Drama Desk Award     | Revival de musical més destacat       | Revival de musical més destacat              | Nominat   |
| 2008 | Premi Drama Desk Award     | Actor més destacat a un musical       | Daniel Evans                                 | Nominat   |
| 2008 | Premi Drama Desk Award     | Actriu més destacada a un musical     | Jenna Russell                                | Nominat   |
| 2008 | Premi Drama Desk Award     | Director de musical més destacat      | Sam Buntrock                                 | Nominat   |
| 2008 | Premi Drama Desk Award     | Orquestracions més destacades         | Jason Carr                                   | Guanyador |
| 2008 | Premi Drama Desk Award     | Il·luminació més destacada            | Ken Billington                               | Nominat   |
| 2008 | Premi Drama Desk Award     | Disseny de projeccions més destacat   | Timothy Bird i The Knifedge Creative Network | Guanyador |
| 2008 | Premi Outer Critics Circle | Revival de musical més destacat       | Revival de musical més destacat              | Nominat   |
| 2008 | Premi Outer Critics Circle | Actor més destacat a un musical       | Daniel Evans                                 | Nominat   |
| 2008 | Premi Outer Critics Circle | Disseny d'escenografia més destacat   | Timothy Bird i David Farley                  | Guanyador |
| 2008 | Premi Outer Critics Circle | Disseny de vestuari més destacat      | David Farley                                 | Nominat   |
| 2008 | Premi Outer Critics Circle | Disseny d'il·luminació més destacat   | Ken Billington                               | Guanyador |
| 2008 | Premi Tony                 | Millor revival de musical             | Millor revival de musical                    | Nominat   |
| 2008 | Premi Tony                 | Millor actor protagonista de musical  | Daniel Evans                                 | Nominat   |
| 2008 | Premi Tony                 | Millor actriu protagonista de musical | Jenna Russell                                | Nominat   |
| 2008 | Premi Tony                 | Millor direcció de musical            | Sam Buntrock                                 | Nominat   |
| 2008 | Premi Tony                 | Millors orquestracions                | Jason Carr                                   | Nominat   |
| 2008 | Premi Tony                 | Millor escenografia                   | Timothy Bird i David Farley                  | Nominat   |
| 2008 | Premi Tony                 | Millor vestuari                       | David Farley                                 | Nominat   |
| 2008 | Premi Tony                 | Millor il·luminació                   | Ken Billington                               | Nominat   |
| 2008 | Premi Tony                 | Millor so                             | Sebastian Frost                              | Nominat   |